# Gustave Larroumet
Gustave Larroumet (født 22. september 1852 i Gourdon, departement Lot, død 25. august 1903 i Paris) var en fransk litteraturhistoriker. 
Efter at have været lærer ved forskellige latinskoler blev han 1888 direktør for École des beaux-arts i Paris og 1891 docent i fransk sprog og litteratur ved Sorbonne. Larroumet har blandt andet udgivet Marivaux, sa vie et ses œuvres (1883), La comédie de Molière, l'auteur et le milieu (1886), et grundigt arbejde med flere nye synspunkter, desuden flere klassikerudgaver af fransk tragedier og et udtog af sine talrige i blade og tidsskrifter først fremkomne artikler: Études d’histoire et de critique dramatique (1892) og Études de littérature et d'art (4 bind, 1893—96), Petits vortraits et notes d'art (2 bind, 1897, 1902), Racine (1898), Nouvelles études d'histoire et de critique dramatique (1899). Efter hans død udkom Derniers portraits (1904).